# Berest
Berest (j. łemkowski Берест) – wieś w Polsce położona w województwie małopolskim, w powiecie nowosądeckim, w gminie Krynica-Zdrój.

## Historia
Wieś lokowana w 1575 roku. Wieś biskupstwa krakowskiego w powiecie sądeckim w województwie krakowskim w końcu XVI wieku.
W latach 1954–1960 wieś należała i była siedzibą władz gromady Berest, po jej zniesieniu w gromadzie Mochnaczka Wyżna, a po przeniesieniu siedziby i zmianie nazwy, w gromadzie Berest. W latach 1975–1998 miejscowość administracyjnie należała do województwa nowosądeckiego.

## Zabytki
Obiekt wpisany do rejestru zabytków nieruchomych województwa małopolskiego.
- Cerkiew pw. św. Kosmy i św. Damiana, obecnie kościół.

We wsi znajduje się drewniana cerkiew św. Kosmy i Damiana z 1842. Po wysiedleniu 
Łemków w ramach akcji „Wisła” dotychczasową cerkiew zaadaptowano na kościół rzymskokatolicki. W 1951 powstała parafia Matki Bożej Nieustającej Pomocy.
| SIMC    | Nazwa      | Rodzaj     |
| ------- | ---------- | ---------- |
| 1051181 | Buczniki   | przysiółek |
| 1051198 | Dół        | część wsi  |
| 1051206 | Glinnik    | część wsi  |
| 0437174 | Góra       | część wsi  |
| 0437180 | Przybudowa | część wsi  |

## Demografia
Ludność według spisów powszechnych, w 2009 wg PESEL.
| Rok    | 1900 | 1921 | 1931 | 2002 |
| Liczba | 98   | 93   | 98   | 136  |

| Zwierzęta | Konie | Bydło | Owce | Świnie |
| Liczba    | 42    | 452   | 133  | 85     |

## Ochotnicza straż pożarna
Berest posiada własną jednostkę Ochotniczej straży pożarnej, która została założona w 1948 roku; jest włączona do krajowego systemu ratowniczo-gaśniczego i posiada dwa samochody pożarnicze.